# Henri Pousseur
Henri Pousseur, né le 23 juin 1929 à Malmedy et mort le 6 mars 2009 à Bruxelles, est un compositeur belge.

## Biographie
Il travaille aux studios électroniques de Cologne en 1954, à Milan en 1957, et fonde en 1958 celui de Bruxelles. Depuis ce moment, sa collaboration avec Michel Butor a été constante. Avec lui il a composé, entre autres, Votre Faust (1960-1968), Répons (1960-1965), Le procès du jeune chien (1974-1978), La rose des voix (1982), Déclarations d'orages (1989), Les leçons d'enfer (1991), Le Sablier du Phénix (1993).
Il enseigne à Darmstadt en 1957, puis à Cologne, Bâle et Buffalo. Il revient en Belgique en 1970, comme professeur de composition, puis directeur du Conservatoire royal de Liège, et fonde, avec Pierre Bartholomée, le Centre de recherches et de formation musicales de Wallonie devenu aujourd'hui Centre Henri Pousseur. Dans les années 1980, Maurice Fleuret lui demande de mettre en place l'Institut de pédagogie musicale de Paris, dépendant de l'IRCAM. Parmi ses élèves figure notamment Geneviève Calame. 
Henri Pousseur a été choisi comme un des Cent Wallons du siècle, par l'Institut Jules Destrée, en 1995 et figure dans le chapitre LV de La Wallonie son histoire intitulé Un terroir fertile en créateurs d'Hervé Hasquin.
En 1954, il épouse Théa Schoonbrood (1932-2019) avec qui il a eu quatre enfants : Isabelle (1957), Denis (1958), Marianne (1961), et Hélène (1965). Henri Pousseur meurt le 6 mars 2009 à l'âge de 79 ans, d'une broncho-pneumonie. Une semaine plus tard se déroula en son honneur le festival Ars Musica, qui n'aurait pas dû être posthume.
Il a également dirigé le chœur d'hommes " La Royale Malmédienne" ( Malmedy - sa ville natale) en 1948.

## Distinctions
2009 (à titre posthume) : docteur honoris causa de l'université de Liège

## Œuvres
- Sonatine 1949 pour piano
- Sept Versets des Psaumes de la Pénitence 1950
- Missa Brevis 1950
- Trois Chants Sacrés 1951
  - Veniet Dominus
  - O vos omnes
  - Salve Regina
- Prospection I II 1952
- Séiosmogrammes 1954
- Symphonie à quinze solistes 1954
- Quintette à la mémoire d'Anton Webern 1955
- Exercices 1956 pour piano
  - Variations I
  - Impromptus et Variations II
- Scambi 1957
- Mobile 1957 à Pierre Boulez
- Madrigal I 1958
- Liège, Cité ardente 1958
- Rimes 1958
- Préhistoire du Cinéma 1959
- Electre 1960
- Répons 1960 à John Cage
- Ode 1960
- Caractères 1961 pour piano
- Trois Visages de Liège 1961
  - L'Air et l'Eau
  - Voix de la Ville
  - Forges
- Madrigal II 1961
- Votre Faust 1961
- Trait 1962
- Madrigal III 1962 à la mémoire de Wolfgang Steinecke
- Miroir de Votre Faust 1964
- Apostrophe et six Réflexions 1964
- Répons avec son Paysage 1965
- Echo I de Votre Faust 1965
- Phonèmes pour Cathy 1966
- Caractères madrigalesques 1966
- Jeu de Miroirs de Votre Faust 1966
- Couleurs croisées 1967 pour grand orchestre
- Mnémosyne 1968
- Mnémosyne II 1969
- Echos de Votre Faust 1969
- Les Voyages de Votre Faust 1969
- Les Ephémérides d'Icare 2 1970
- Crosses of Crossed Colors 1970
- Icare Apprenti 1970
- Stravinsky au Futur 1971
- L'effacement du Prince Igor 1971
- Invitation à l'Utopie 1971
- Ex Dei in Machinam Memoria 1971
- Icare Obstiné 1972
- Icare Obstiné Vol n°1 1972
- Huit Études Paraboliques 1972
- Paraboles-Mix 1972
- Vue sur les Jardins Interdits 1973
- Nouvelle Invitation à l'Utopie 1973
- Mnémosyne II 1973 pour piano
- Lob des Langen Marsches 1973
- Die Erprobung des Petrus Hebraïcus 1974
- Deuxième Vue sur les Jardins Interdits 1974
- Troisième Vue sur les Jardins Interdits 1974
- Quatrième Vue sur les Jardins Interdits 1974
- Parade de Votre Faust 1974
- Chroniques Berlinoises 1975
- Modèle Réduit 1975
- L'Ibéricare 1975
- Racine 19e de 8/4 1976
- Chroniques illustrées 1976
- Ballade berlinoise 1977
- Liège à Paris 1977
- Les ruines de Jéruzona 1978
- Vocalise 1978
- Humeurs du Futur quotidien 1978
- Le procès du jeune Chien 1978
- Pour Baudelaire 1978
- Chevelures du Temps 1979
- Tales and Songs from the Bible of Hell 1979
- Flexions I 1979
- Flexions II 1979
- Flexions III 1979
- Flexions IV 1979
- Flexions V 1980
- Le Bal de Cendrillon 1980
- Canines 1980
- La Patience d'Icarène 1980
- Les Iles déchaînées 1980
  - Origine des Iles
  - Duel
  - Autour d'Icare
- Fantaisie et Fugue 1980
- Variations 1980
- Naturel 1980
- Pédigrée 1980
- La seconde Apothéose de Rameau 1981
- La Passion selon Guignol 1981
- La Paganania 1982
- La Paganania seconda 1982
- La Rose des Voix 1982
- Cinquième Vue sur les Jardins Interdits 1982
- Variations-Caprice 1982
- Hermes I 1983
- Hermes II 1983
- Trajets dans les arpents du Ciel 1983
- Carré magique II 1983
- Yin-Yang 1983
- Carré magique III 1983
- Sixième Vue sur les Jardins Interdits 1984
- Patchwork des Tribus américaines 1984
- Chroniques canines 1984
- Cortège des belles Ténébreuses au Jardin boréal 1984
- Litanie du Miel matinal 1984
- Litanie du Miel vespéral 1984
- Litanie du Cristal des Fleurs 1984
- Sonate des Maîtres viennois 1984
  - Ludwig van Beethoven
  - Wolfgang Amadeus Mozart
  - Frantz Schubert
- Tango de Jeanne-la-Sybille 1984
- L'Étoile des Langues 1984
- Vers l'Ile du Mont pourpre 1984
- Les Noces d'Icare et de Mnémosyne 1984
- Nuit des Nuits 1985
- Sur le Qui-Vive 1985
- Arc-en-Ciel de Remparts 1986
- Un Jardin de Passacailles 1987
- Traverser la Forêt 1987
- À travers les petits Miroirs 1987
- Mnémosyne (doublement) obstinée 1988
- Méthodicare 1988
- Déclaration d'Orage 1988
- Figure et Ombres 1988
- Cinq Soupirs pour une Clairière 1989
- L'École d'Orphée 1989
- At Moonligth, Dowland's Shadow passes along Ginkaku-Ji 1989
- La Lune et les Flots 1989
- Flexions hermétiques pour Baudelaire 1989
- Amen 1990
- Puer Natus 1990
- Suite de Cœur et de Pique 1990
- Leçons d'Enfer 1990
- U oder E-Musik 1990
- Song on Love's Eternity 1992
- Coups de Dés en Echo 1992
- Dichterliebesreigentraum 1992
- Trois petits Caprices sur une Mélodie populaire hongroise 1993
- Tarot pérégrin 1993
- Devise 1993
- Caprices de Saxicare 1993
- Les Litanies d'Icare 1994
- Le Sablier du Phœnix 1994
- Les Fouilles de Jéruzona 1995
- Motet 1995
- Triptyque des Septuajubilaires 1995
- Zwei kleine Spinnereien über einem Thema von Clara Wieck 1996
- Rasche Fuge zur Sache Bach 1996
- Chaconne 1996
- Don Juan à Gnide ou les Séductions de la Chasteté 1996
- Septième Vue sur les Jardins Interdits 1996
- Duel de Capricares 1996
- Suite du Massacre des Innocents 1997
- Reflets d'Arc-en-Ciel 1997
- La Guirlande de Pierre 1997
- Danseurs Gnidiens cherchant la Perle clémentine 1998
- Icare au Jardin du Verseau 1999
- Ombres enlacées 1999
- Les Métamorphoses de Marie-Madeleine 1999
- Litanie du Miel Zénithal 1999
- Paraboles-Mix avec Leçons d'Enfer 1999
- Navigations 2000
- Anneaux de Soleil 2000
- Seize Paysages planétaires 2000
- Jardinet avec Automates 2000
- Automates dans leur Jardinet 2000
- Quatre Berceuses 2001
- Eclipticare 2001
- Sursauts 2001
- Aiguillages au Carrefour des Immortels 2002
- Les Icare africains 2002
- Un Jour du Monde en 280 minutes 2002
- Arioso 2003
- Rossignolade 2003
- Voix et Vues planétaires 2003
- Javanitas 2003
- Litanie du Miel des Nuits hivernales 2003
- Tables 2004
- Piccolo Ricercare 2004
- Confidences des roseaux 2005
- Il sogno di Leporello 2005
- Petit Mausolée ambulant 2005
- Canzonetta 2005
- Ostinato finale 2006
- Minima Sinfonia 2006
- L'Antre de la Nymphe 2006
- Huit petites Géométries 2006
  - Quadruple carré de 5
  - Double carré de 7, hélicoïdal
  - Triangles engrenés
  - Sextuple et quintuple carré de 3
  - Cube de 5 moins cube de 3
  - Hypercubes de 2 et 3, imbriqués
  - Tétraèdres en famille(s)
  - Bloc heptagonal en expansion
- Dépli et Configuration de l'Ombre 2007
- Auguri per i Lustri Futuri 2007

## Sur Henri Pousseur
- Michel Butor, L’éloignement du prince Icare, Lamentation sur la mort d'Henri Pousseur, hommage à Henri Pousseur, Cadastre8zéro, 15/04/2009